# Athletic Club Gantois
Pour les articles homonymes, voir Gantois (homonymie).
Dernière mise à jour : 23 mai 2011.
L'Athletic Club Gantois est un ancien club de football belge, localisé à Gand. Il est fondé à la fin du XIXe siècle, et participe au championnat de Belgique 1898-1899. Le 1er avril 1899, il fusionne avec le Sport Pédestre de Gand et le Football Club Gantois pour former le Racing Club de Gand.

## Résultats dans les divisions nationales
Statistiques clôturées, club disparu

### Bilan
| Niv | Divisions     | Jouées | Titres | TM Up | TM Down |
| --- | ------------- | ------ | ------ | ----- | ------- |
| I   | 1re nationale | 1      | 0      |       |         |
| II  | 2e nationale  | 0      | 0      |       |         |
| III | 3e nationale  | 0      | 0      |       |         |
| IV  | 4e nationale  | 0      | 0      |       |         |
| V   | 5e nationale  | 0      | 0      |       |         |
|     |               |        |        |       |         |
|     | TOTAUX        | 1      | 0      | 0     | 0       |

- TM Up : test-match pour départager des égalités, ou toutes formes de Barrages ou de Tour final pour une montée éventuelle.
- TM Down : test-match pour départager des égalités, ou toutes formes de Barrages ou de Tour final pour le maintien.

### Classements
| Ordre | Saison  | Nom du club                                                                        | Niveau                                                                             | Classement final                                                                   | Remarques                                                                          |
| ----- | ------- | ---------------------------------------------------------------------------------- | ---------------------------------------------------------------------------------- | ---------------------------------------------------------------------------------- | ---------------------------------------------------------------------------------- |
| 1     | 1898-99 | AC Gantois                                                                         | Division d'Honneur (D1) Groupe Flandres                                            | 3e/4                                                                               |                                                                                    |
| X     | 1899    | Le club fusionne avec deux autres clubs gantois pour former le Racing Club de Gand | Le club fusionne avec deux autres clubs gantois pour former le Racing Club de Gand | Le club fusionne avec deux autres clubs gantois pour former le Racing Club de Gand | Le club fusionne avec deux autres clubs gantois pour former le Racing Club de Gand |